# 楼玄
樓玄（？—?），字承先。沛郡蕲（今安徽省宿州市）人，东吴政治人物。
吴景帝孫休在位时，时任为监农御史。孫皓即位，与王蕃、郭逴、万彧为散骑中常侍，出为會稽郡太守，入为大司农。
后来提拔为宫下鎮禁中候，主殿中事。因與賀邵直言极谏，流放广州。在那秘密找到了虞翻的故宅，參觀過後，觸感傷情。
不久孫皓命樓玄到交趾将張弈处效力，并暗令張弈杀之。张弈见楼玄勤勉，不忍杀之。張弈死后，尸体由樓玄收敛。当看到孙皓所下诏书后，自杀。天册元年（275年），子孙被诛。
留有名字的兒子僅有樓據，但隨其父到交趾後先病逝。

## 延伸阅读
[在维基数据编辑]
 《三國志·卷65》，出自陳壽《三國志》